# Pornographisme
Pornographisme est un ouvrage collectif, initié par Mickaël Draï, qui propose une série d'affiches de films classés « X » datant des années 1970 et 1980. Le livre est paru en 2016 aux éditions Marque Belge.

## Les auteurs
- Mickaël Draï
- Christophe Chelmis
- La Direction (graphisme et sélection iconographique)
- Christophe Bier
- Clarence Edgard-Rosa
- Dalya Daoud
- Stéphane Duchêne
- Brice Domingues et Catherine Guiral

## Critiques
Pour Le Huffington Post, « Pornographisme raconte une part de l'histoire du porno en y ajoutant un zeste de culture ». « C'est un projet atypique et inédit, ceux pour lesquels le crowdfunding semble avoir été inventé » pour ActuaLitté.